# Ge Xuan
Ge Xuan 葛玄 ou Ge Xiaoxian 葛孝先 (164 – 244), surnommé Ge Xianweng « vieillard immortel », était un fangshi, alchimiste et magicien taoïste spécialiste des techniques d’immortalité au royaume de Wu à l’époque des Trois royaumes.
On sait peu de chose de sa vie. Originaire d’une famille lettrée de Danyang , il aurait perdu ses parents alors qu’il était encore dans l’adolescence et serait parent (probablement grand-oncle) de Ge Hong, qui hérita d’une partie de son savoir par l’intermédiaire de son disciple Zheng Yin. Selon les Chroniques des Trois royaumes, Sun Quan le tenait en haute estime.

## Place dans le taoïsme

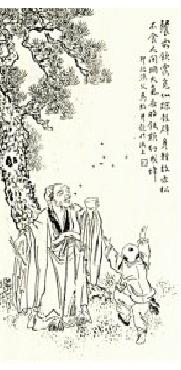
Ge Xuan

Il est considéré comme un maillon important de la tradition alchimique du Sud dont il aurait eu entre ses mains les textes les plus influents, qui ont contribué au canon des écoles Lingbao et dans une moindre mesure Shangqing. Le premier courant le considère d’ailleurs comme son patriarche ; la légende prétend que c’est du mont Gezao, siège de l’école, qu’il se serait envolé vers le ciel. Selon Ge Hong, il aurait été le disciple du fangshi Zuo Ci apprécié de Cao Cao, dont il aurait reçu des textes alchimiques : Danpai xianjing , Livre des neuf tripodes , Livre de l’élixir d’or .
Par ailleurs, selon la tradition qui veut que les textes sacrés soient de provenance divine, Laozi sous sa forme de Pur du faîte suprême lui aurait remis sur le mont Tiantai trente-six fascicules, dont le canon de Lingbao, puis envoyé trois immortels lui remettre trente-six autres fascicules, dont des recueils de rituels Shangqing et Lingbao.

## Légende
La pauvreté des informations historiques le concernant est compensée par la richesse de sa légende, contenue dans les Vies d’immortels dont le Registre des immortels des trois grottes . Il y apparait comme un magicien capable de commander aux éléments grâce à des talismans, exorciste et guérisseur. On y raconte ainsi comment un jour qu’il mangeait en compagnie d’un visiteur, celui-ci sollicita une démonstration de ses pouvoirs. Ge Xuan ouvrit la bouche et les grains de riz qu’elle contenait se transformèrent en abeilles qui vinrent tourbillonner autour du visiteur. L’alchimiste ouvrit alors de nouveau la bouche et elles retrouvèrent leur place et leur nature première.
Comme le veut la tradition, il aurait acquis ses pouvoirs en pratiquant l’ascèse de montagne en montagne et en visitant les terres d’immortalité. En tant que taoïste accompli, il serait devenu immortel de son vivant. Un jour, il annonça à son élève Zhang Gong qu’il se préparerait pour son départ le 13 du huitième mois lunaire. Le jour dit, il s’étendit dans sa chambre, veillé par ses disciples. La troisième nuit, un grand vent pénétra dans la chambre tandis que retentissaient des roulements de tonnerre. Lorsque les disciples eurent rallumé les bougies soufflées par le vent, il ne restait sur le lit que les vêtements de leur maître, la ceinture encore nouée.
Divinisé sous le nom de « Vieillard immortel »  ou « Ministre du Faîte suprême » , il a été titré par l’empereur sous les Song.　
La grotte du Retour des nuées  située sur le mont Huading, sommet principal du mont Tiantai où Ge Xuan aurait reçu de Laozi le canon de Lingbao, prétend être sa résidence. À l'entrée se trouvait son Jardin du thé  où il cultivait des variétés médicinales, mentionné dans les monographies du mont Tiantai et qualques poèmes.